# Alicorhagiidae
Alicorhagiidae zijn  een familie van mijten. Bij de familie zijn 5 geslachten met 9 soorten ingedeeld.